# Siphonophora taenioides
Siphonophora taenioides är en mångfotingart som beskrevs av Filippo Silvestri 1898. Siphonophora taenioides ingår i släktet Siphonophora och familjen Siphonophoridae. Inga underarter finns listade i Catalogue of Life.